# Albertosaurus
Albertosaurus sarcophagus
Genre
Espèce
Synonymes
- † Deinodon sarcophagus (Osborn, 1905)
- † Albertosaurus arctunguis Parks, 1928
- † Deinodon arctunguis (Parks, 1928)

Albertosaurus (dont le nom signifie « lézard de l'Alberta ») est un genre éteint de dinosaures théropodes appartenant à la famille des Tyrannosauridae et à la sous-famille (biologie) des Albertosaurinae. Il a vécu dans l'Ouest de l'Amérique du Nord au début du Maastrichtien (fin du Crétacé supérieur, il y a entre 71 et 68 millions d'années).
L'espèce type, Albertosaurus sarcophagus, décrite par Osborn en 1905, semble n'avoir vécu que dans l'actuelle province canadienne de l'Alberta qui lui a donné son nom. Les scientifiques sont en désaccord sur les espèces appartenant au genre Albertosaurus puisque certains d'entre eux considèrent que l'espèce Gorgosaurus libratus décrite par Lawrence Lambe en 1914 n'est autre qu'une seconde espèce d'Albertosaurus.
Tout comme les autres tyrannosauridés, Albertosaurus était un prédateur bipède muni de membres antérieurs atrophiés terminés par deux doigts griffus ainsi qu'une large tête portant des dents pointues particulièrement massives. Ce dinosaure carnivore semble avoir été au sommet de la chaîne alimentaire dans son écosystème local, néanmoins, et bien que de taille relativement importante pour un théropode de son époque, Albertosaurus était beaucoup plus petit et plus léger que le plus célèbre de ses cousins, Tyrannosaurus rex, puisque des estimations lui donnent une taille maximale de 9 mètres pour un poids d'environ 2,6 tonnes
Depuis les premières découvertes d'ossements d'Albertosaurus en 1884, des fossiles de plus d'une trentaine d'individus ont été mis au jour, permettant ainsi aux scientifiques d'avoir une connaissance approfondie de son anatomie qui reste dès lors l'une des mieux connues au sein du clade des Tyrannosauridae. La découverte de 22 individus sur un même site, qui semble par ailleurs fournir une bonne indication d'un mode de chasse en groupe, a également permis de réaliser des études ontogénétiques et paléoécologiques qui restent rares et difficiles à entreprendre sur les dinosaures.

## Description
Albertosaurus était beaucoup moins gros que les gigantesques tyrannosauridés comme Tarbosaurus et Tyrannosaurus. La plupart des adultes mesuraient jusqu'à 9 mètres de long,. Une estimation maximale de 10,1 mètres a été avancée, mais elle n'est basée que sur un seul orteil, pas assez fiable pour confirmer une telle taille. Plusieurs estimations pondérales indépendantes, obtenues par des méthodes différentes, suggèrent qu'un Albertosaurus adulte pesait jusqu'à 2,6 tonnes.
Sa tête massive, portée par un cou court en forme de « S », mesurait environ 1 mètre de long pour les plus grands des adultes. De larges fenestrations (ouvertures dans le crâne dont les fosses temporales font partie) réduisaient le poids de la tête tout en offrant davantage d'espace pour la fixation des muscles et pour les organes sensoriels. Ses longues mâchoires contenaient plus de 60 dents incurvées vers l'arrière ; beaucoup de tyrannosauridés en possédaient moins. À la différence de la plupart des théropodes, Albertosaurus et les autres tyrannosauridés étaient hétérodontes, avec des dents de formes différentes suivant leur position dans la bouche. Les dents des prémaxillaires à l'extrémité de la mâchoire supérieure étaient beaucoup plus petites que les autres, plus serrées, et avaient une forme de D en coupe transversale. Au-dessus des yeux se trouvaient de courtes crêtes osseuses qui pourraient avoir été colorées et utilisées pour attirer les femelles.

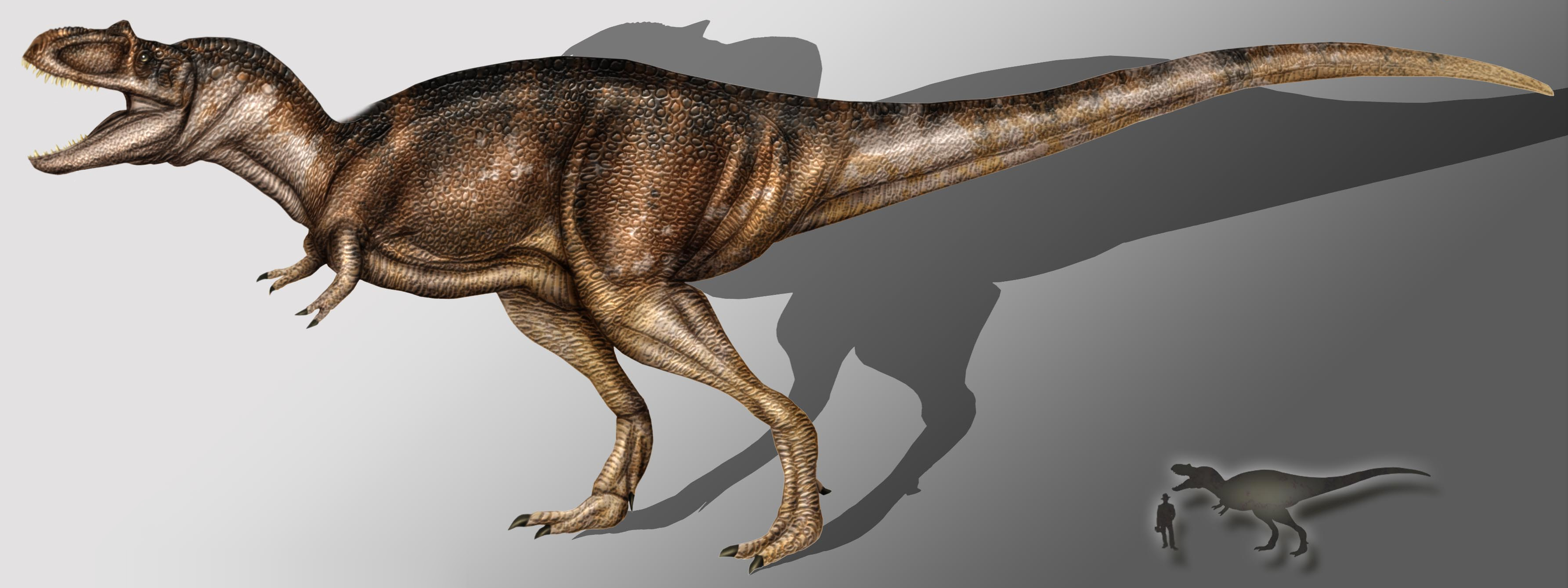
Restauration d'A. sarcophagus.

Tous les tyrannosauridés, dont Albertosaurus, partageaient la même apparence générale. Comme tous les théropodes typiques, Albertosaurus était un animal bipède à la tête lourde et au torse court équilibrés par une longue queue. Toutefois, les pattes avant des tyrannosauridés étaient extrêmement petites par rapport à leur taille corporelle et possédaient seulement deux doigts. Les membres postérieurs étaient longs et terminés par un pied à quatre doigts. Le premier doigt, appelé hallux, était plus court que les trois autres et ne touchait pas le sol, le troisième doigt étant plus long que les autres. Il semble qu'Albertosaurus ait pu atteindre des vitesses de 14 à 21 km/h.

## Classification et systématique
|                 | Tyrannosaurinae                                               |
|                 |                                                               |
| Albertosaurinae | \| \| Albertosaurus \| \| \| \| \| \| Gorgosaurus \| \| \| \| |
|                 | \| \| Albertosaurus \| \| \| \| \| \| Gorgosaurus \| \| \| \| |
|                 | Albertosaurus                                                 |
|                 |                                                               |
|                 | Gorgosaurus                                                   |
|                 |                                                               |

|  | Albertosaurus |
|  |               |
|  | Gorgosaurus   |
|  |               |

Albertosaurus est un théropode de la famille des Tyrannosauridae et de la sous-famille des Albertosaurinae dont il est le genre type. Son plus proche parent, un peu plus ancien, est Gorgosaurus libratus (parfois appelé Albertosaurus libratus). Ces deux espèces sont les deux seuls albertosaurinés décrits à ce jour, bien que d'autres espèces non encore connues aient pu exister. Thomas Holtz avait classé Appalachiosaurus dans les albertosaurinés en 2004, mais dans ses travaux plus récents, encore inédits en 2011, il le situe juste à l'extérieur des Tyrannosauridae en accord avec d'autres auteurs.
Ci-dessous, la phylogénie des genres de tyrannosauridés d'après l'étude publié par Brusatte & Carr (2016) :
|  | Albertosaurus |
|  |               |
|  | Gorgosaurus   |
|  |               |

| Alioramini | \| \| Alioramus \| \| \| \| \| \| Qianzhousaurus \| \| \| \| |
|            | \| \| Alioramus \| \| \| \| \| \| Qianzhousaurus \| \| \| \| |
|            | Alioramus                                                    |
|            |                                                              |
|            | Qianzhousaurus                                               |
|            |                                                              |

|  | Alioramus      |
|  |                |
|  | Qianzhousaurus |
|  |                |

|  | Nanuqsaurus   |
|  |               |
|  | Teratophoneus |
|  |               |

|  | Zhuchengtyrannus                                              |
|  |                                                               |
|  | \| \| Tarbosaurus \| \| \| \| \| \| Tyrannosaurus \| \| \| \| |
|  |                                                               |
|  | Tarbosaurus                                                   |
|  |                                                               |
|  | Tyrannosaurus                                                 |
|  |                                                               |

|  | Tarbosaurus   |
|  |               |
|  | Tyrannosaurus |
|  |               |

|  | Zhuchengtyrannus                                              |
|  |                                                               |
|  | \| \| Tarbosaurus \| \| \| \| \| \| Tyrannosaurus \| \| \| \| |
|  |                                                               |
|  | Tarbosaurus                                                   |
|  |                                                               |
|  | Tyrannosaurus                                                 |
|  |                                                               |

|  | Tarbosaurus   |
|  |               |
|  | Tyrannosaurus |
|  |               |

|  | Zhuchengtyrannus                                              |
|  |                                                               |
|  | \| \| Tarbosaurus \| \| \| \| \| \| Tyrannosaurus \| \| \| \| |
|  |                                                               |
|  | Tarbosaurus                                                   |
|  |                                                               |
|  | Tyrannosaurus                                                 |
|  |                                                               |

|  | Tarbosaurus   |
|  |               |
|  | Tyrannosaurus |
|  |               |

|  | Zhuchengtyrannus                                              |
|  |                                                               |
|  | \| \| Tarbosaurus \| \| \| \| \| \| Tyrannosaurus \| \| \| \| |
|  |                                                               |
|  | Tarbosaurus                                                   |
|  |                                                               |
|  | Tyrannosaurus                                                 |
|  |                                                               |

|  | Tarbosaurus   |
|  |               |
|  | Tyrannosaurus |
|  |               |

|  | Nanuqsaurus   |
|  |               |
|  | Teratophoneus |
|  |               |

|  | Zhuchengtyrannus                                              |
|  |                                                               |
|  | \| \| Tarbosaurus \| \| \| \| \| \| Tyrannosaurus \| \| \| \| |
|  |                                                               |
|  | Tarbosaurus                                                   |
|  |                                                               |
|  | Tyrannosaurus                                                 |
|  |                                                               |

|  | Tarbosaurus   |
|  |               |
|  | Tyrannosaurus |
|  |               |

|  | Zhuchengtyrannus                                              |
|  |                                                               |
|  | \| \| Tarbosaurus \| \| \| \| \| \| Tyrannosaurus \| \| \| \| |
|  |                                                               |
|  | Tarbosaurus                                                   |
|  |                                                               |
|  | Tyrannosaurus                                                 |
|  |                                                               |

|  | Tarbosaurus   |
|  |               |
|  | Tyrannosaurus |
|  |               |

|  | Zhuchengtyrannus                                              |
|  |                                                               |
|  | \| \| Tarbosaurus \| \| \| \| \| \| Tyrannosaurus \| \| \| \| |
|  |                                                               |
|  | Tarbosaurus                                                   |
|  |                                                               |
|  | Tyrannosaurus                                                 |
|  |                                                               |

|  | Tarbosaurus   |
|  |               |
|  | Tyrannosaurus |
|  |               |

|  | Zhuchengtyrannus                                              |
|  |                                                               |
|  | \| \| Tarbosaurus \| \| \| \| \| \| Tyrannosaurus \| \| \| \| |
|  |                                                               |
|  | Tarbosaurus                                                   |
|  |                                                               |
|  | Tyrannosaurus                                                 |
|  |                                                               |

|  | Tarbosaurus   |
|  |               |
|  | Tyrannosaurus |
|  |               |

| Alioramini | \| \| Alioramus \| \| \| \| \| \| Qianzhousaurus \| \| \| \| |
|            | \| \| Alioramus \| \| \| \| \| \| Qianzhousaurus \| \| \| \| |
|            | Alioramus                                                    |
|            |                                                              |
|            | Qianzhousaurus                                               |
|            |                                                              |

|  | Alioramus      |
|  |                |
|  | Qianzhousaurus |
|  |                |

|  | Nanuqsaurus   |
|  |               |
|  | Teratophoneus |
|  |               |

|  | Zhuchengtyrannus                                              |
|  |                                                               |
|  | \| \| Tarbosaurus \| \| \| \| \| \| Tyrannosaurus \| \| \| \| |
|  |                                                               |
|  | Tarbosaurus                                                   |
|  |                                                               |
|  | Tyrannosaurus                                                 |
|  |                                                               |

|  | Tarbosaurus   |
|  |               |
|  | Tyrannosaurus |
|  |               |

|  | Zhuchengtyrannus                                              |
|  |                                                               |
|  | \| \| Tarbosaurus \| \| \| \| \| \| Tyrannosaurus \| \| \| \| |
|  |                                                               |
|  | Tarbosaurus                                                   |
|  |                                                               |
|  | Tyrannosaurus                                                 |
|  |                                                               |

|  | Tarbosaurus   |
|  |               |
|  | Tyrannosaurus |
|  |               |

|  | Zhuchengtyrannus                                              |
|  |                                                               |
|  | \| \| Tarbosaurus \| \| \| \| \| \| Tyrannosaurus \| \| \| \| |
|  |                                                               |
|  | Tarbosaurus                                                   |
|  |                                                               |
|  | Tyrannosaurus                                                 |
|  |                                                               |

|  | Tarbosaurus   |
|  |               |
|  | Tyrannosaurus |
|  |               |

|  | Zhuchengtyrannus                                              |
|  |                                                               |
|  | \| \| Tarbosaurus \| \| \| \| \| \| Tyrannosaurus \| \| \| \| |
|  |                                                               |
|  | Tarbosaurus                                                   |
|  |                                                               |
|  | Tyrannosaurus                                                 |
|  |                                                               |

|  | Tarbosaurus   |
|  |               |
|  | Tyrannosaurus |
|  |               |

|  | Nanuqsaurus   |
|  |               |
|  | Teratophoneus |
|  |               |

|  | Zhuchengtyrannus                                              |
|  |                                                               |
|  | \| \| Tarbosaurus \| \| \| \| \| \| Tyrannosaurus \| \| \| \| |
|  |                                                               |
|  | Tarbosaurus                                                   |
|  |                                                               |
|  | Tyrannosaurus                                                 |
|  |                                                               |

|  | Tarbosaurus   |
|  |               |
|  | Tyrannosaurus |
|  |               |

|  | Zhuchengtyrannus                                              |
|  |                                                               |
|  | \| \| Tarbosaurus \| \| \| \| \| \| Tyrannosaurus \| \| \| \| |
|  |                                                               |
|  | Tarbosaurus                                                   |
|  |                                                               |
|  | Tyrannosaurus                                                 |
|  |                                                               |

|  | Tarbosaurus   |
|  |               |
|  | Tyrannosaurus |
|  |               |

|  | Zhuchengtyrannus                                              |
|  |                                                               |
|  | \| \| Tarbosaurus \| \| \| \| \| \| Tyrannosaurus \| \| \| \| |
|  |                                                               |
|  | Tarbosaurus                                                   |
|  |                                                               |
|  | Tyrannosaurus                                                 |
|  |                                                               |

|  | Tarbosaurus   |
|  |               |
|  | Tyrannosaurus |
|  |               |

|  | Zhuchengtyrannus                                              |
|  |                                                               |
|  | \| \| Tarbosaurus \| \| \| \| \| \| Tyrannosaurus \| \| \| \| |
|  |                                                               |
|  | Tarbosaurus                                                   |
|  |                                                               |
|  | Tyrannosaurus                                                 |
|  |                                                               |

|  | Tarbosaurus   |
|  |               |
|  | Tyrannosaurus |
|  |               |

|  | Albertosaurus |
|  |               |
|  | Gorgosaurus   |
|  |               |

| Alioramini | \| \| Alioramus \| \| \| \| \| \| Qianzhousaurus \| \| \| \| |
|            | \| \| Alioramus \| \| \| \| \| \| Qianzhousaurus \| \| \| \| |
|            | Alioramus                                                    |
|            |                                                              |
|            | Qianzhousaurus                                               |
|            |                                                              |

|  | Alioramus      |
|  |                |
|  | Qianzhousaurus |
|  |                |

|  | Nanuqsaurus   |
|  |               |
|  | Teratophoneus |
|  |               |

|  | Zhuchengtyrannus                                              |
|  |                                                               |
|  | \| \| Tarbosaurus \| \| \| \| \| \| Tyrannosaurus \| \| \| \| |
|  |                                                               |
|  | Tarbosaurus                                                   |
|  |                                                               |
|  | Tyrannosaurus                                                 |
|  |                                                               |

|  | Tarbosaurus   |
|  |               |
|  | Tyrannosaurus |
|  |               |

|  | Zhuchengtyrannus                                              |
|  |                                                               |
|  | \| \| Tarbosaurus \| \| \| \| \| \| Tyrannosaurus \| \| \| \| |
|  |                                                               |
|  | Tarbosaurus                                                   |
|  |                                                               |
|  | Tyrannosaurus                                                 |
|  |                                                               |

|  | Tarbosaurus   |
|  |               |
|  | Tyrannosaurus |
|  |               |

|  | Zhuchengtyrannus                                              |
|  |                                                               |
|  | \| \| Tarbosaurus \| \| \| \| \| \| Tyrannosaurus \| \| \| \| |
|  |                                                               |
|  | Tarbosaurus                                                   |
|  |                                                               |
|  | Tyrannosaurus                                                 |
|  |                                                               |

|  | Tarbosaurus   |
|  |               |
|  | Tyrannosaurus |
|  |               |

|  | Zhuchengtyrannus                                              |
|  |                                                               |
|  | \| \| Tarbosaurus \| \| \| \| \| \| Tyrannosaurus \| \| \| \| |
|  |                                                               |
|  | Tarbosaurus                                                   |
|  |                                                               |
|  | Tyrannosaurus                                                 |
|  |                                                               |

|  | Tarbosaurus   |
|  |               |
|  | Tyrannosaurus |
|  |               |

|  | Nanuqsaurus   |
|  |               |
|  | Teratophoneus |
|  |               |

|  | Zhuchengtyrannus                                              |
|  |                                                               |
|  | \| \| Tarbosaurus \| \| \| \| \| \| Tyrannosaurus \| \| \| \| |
|  |                                                               |
|  | Tarbosaurus                                                   |
|  |                                                               |
|  | Tyrannosaurus                                                 |
|  |                                                               |

|  | Tarbosaurus   |
|  |               |
|  | Tyrannosaurus |
|  |               |

|  | Zhuchengtyrannus                                              |
|  |                                                               |
|  | \| \| Tarbosaurus \| \| \| \| \| \| Tyrannosaurus \| \| \| \| |
|  |                                                               |
|  | Tarbosaurus                                                   |
|  |                                                               |
|  | Tyrannosaurus                                                 |
|  |                                                               |

|  | Tarbosaurus   |
|  |               |
|  | Tyrannosaurus |
|  |               |

|  | Zhuchengtyrannus                                              |
|  |                                                               |
|  | \| \| Tarbosaurus \| \| \| \| \| \| Tyrannosaurus \| \| \| \| |
|  |                                                               |
|  | Tarbosaurus                                                   |
|  |                                                               |
|  | Tyrannosaurus                                                 |
|  |                                                               |

|  | Tarbosaurus   |
|  |               |
|  | Tyrannosaurus |
|  |               |

|  | Zhuchengtyrannus                                              |
|  |                                                               |
|  | \| \| Tarbosaurus \| \| \| \| \| \| Tyrannosaurus \| \| \| \| |
|  |                                                               |
|  | Tarbosaurus                                                   |
|  |                                                               |
|  | Tyrannosaurus                                                 |
|  |                                                               |

|  | Tarbosaurus   |
|  |               |
|  | Tyrannosaurus |
|  |               |

| Alioramini | \| \| Alioramus \| \| \| \| \| \| Qianzhousaurus \| \| \| \| |
|            | \| \| Alioramus \| \| \| \| \| \| Qianzhousaurus \| \| \| \| |
|            | Alioramus                                                    |
|            |                                                              |
|            | Qianzhousaurus                                               |
|            |                                                              |

|  | Alioramus      |
|  |                |
|  | Qianzhousaurus |
|  |                |

|  | Nanuqsaurus   |
|  |               |
|  | Teratophoneus |
|  |               |

|  | Zhuchengtyrannus                                              |
|  |                                                               |
|  | \| \| Tarbosaurus \| \| \| \| \| \| Tyrannosaurus \| \| \| \| |
|  |                                                               |
|  | Tarbosaurus                                                   |
|  |                                                               |
|  | Tyrannosaurus                                                 |
|  |                                                               |

|  | Tarbosaurus   |
|  |               |
|  | Tyrannosaurus |
|  |               |

|  | Zhuchengtyrannus                                              |
|  |                                                               |
|  | \| \| Tarbosaurus \| \| \| \| \| \| Tyrannosaurus \| \| \| \| |
|  |                                                               |
|  | Tarbosaurus                                                   |
|  |                                                               |
|  | Tyrannosaurus                                                 |
|  |                                                               |

|  | Tarbosaurus   |
|  |               |
|  | Tyrannosaurus |
|  |               |

|  | Zhuchengtyrannus                                              |
|  |                                                               |
|  | \| \| Tarbosaurus \| \| \| \| \| \| Tyrannosaurus \| \| \| \| |
|  |                                                               |
|  | Tarbosaurus                                                   |
|  |                                                               |
|  | Tyrannosaurus                                                 |
|  |                                                               |

|  | Tarbosaurus   |
|  |               |
|  | Tyrannosaurus |
|  |               |

|  | Zhuchengtyrannus                                              |
|  |                                                               |
|  | \| \| Tarbosaurus \| \| \| \| \| \| Tyrannosaurus \| \| \| \| |
|  |                                                               |
|  | Tarbosaurus                                                   |
|  |                                                               |
|  | Tyrannosaurus                                                 |
|  |                                                               |

|  | Tarbosaurus   |
|  |               |
|  | Tyrannosaurus |
|  |               |

|  | Nanuqsaurus   |
|  |               |
|  | Teratophoneus |
|  |               |

|  | Zhuchengtyrannus                                              |
|  |                                                               |
|  | \| \| Tarbosaurus \| \| \| \| \| \| Tyrannosaurus \| \| \| \| |
|  |                                                               |
|  | Tarbosaurus                                                   |
|  |                                                               |
|  | Tyrannosaurus                                                 |
|  |                                                               |

|  | Tarbosaurus   |
|  |               |
|  | Tyrannosaurus |
|  |               |

|  | Zhuchengtyrannus                                              |
|  |                                                               |
|  | \| \| Tarbosaurus \| \| \| \| \| \| Tyrannosaurus \| \| \| \| |
|  |                                                               |
|  | Tarbosaurus                                                   |
|  |                                                               |
|  | Tyrannosaurus                                                 |
|  |                                                               |

|  | Tarbosaurus   |
|  |               |
|  | Tyrannosaurus |
|  |               |

|  | Zhuchengtyrannus                                              |
|  |                                                               |
|  | \| \| Tarbosaurus \| \| \| \| \| \| Tyrannosaurus \| \| \| \| |
|  |                                                               |
|  | Tarbosaurus                                                   |
|  |                                                               |
|  | Tyrannosaurus                                                 |
|  |                                                               |

|  | Tarbosaurus   |
|  |               |
|  | Tyrannosaurus |
|  |               |

|  | Zhuchengtyrannus                                              |
|  |                                                               |
|  | \| \| Tarbosaurus \| \| \| \| \| \| Tyrannosaurus \| \| \| \| |
|  |                                                               |
|  | Tarbosaurus                                                   |
|  |                                                               |
|  | Tyrannosaurus                                                 |
|  |                                                               |

|  | Tarbosaurus   |
|  |               |
|  | Tyrannosaurus |
|  |               |

L'autre sous-famille des grands tyrannosauridés est celle des Tyrannosaurinae, qui regroupe entre autres Daspletosaurus, Tarbosaurus et Tyrannosaurus. Par rapport aux tyrannosaurinés, les albertosaurinés étaient moins trapus, avec une tête proportionnellement plus petite et des os des jambes (tibia) et des pieds (métatarses et phalanges) plus longs,.

### Espèces sœurs
Le genre Albertosaurus a désormais cinq espèces référencées selon GBIF :
- †Albertosaurus arctunguis Parks 1928[15]
- †Albertosaurus lancencis Gilmore, 1946[16]
- †Albertosaurus libratus Russell, 1970[17]
- †Albertosaurus megagracilis Paul, 1988[18] avec un synonyme Dinotyrannus megagracilis Paul, 1988
- †Albertosaurus sarcophagus Osborn, 1905[19]

## Découverte et dénomination

### Dénomination
Albertosaurus doit son nom à Henry Fairfield Osborn, dans une note à la fin de sa description de Tyrannosaurus rex en 1905. Le nom de genre honore l'Alberta, la province canadienne où les premiers vestiges ont été trouvés. Le nom intègre également le terme grec σαυρος / sauros (« lézard »), le suffixe le plus courant dans les noms de dinosaures. L'espèce type est A. sarcophagus ; sarcophagus, dont dérive le sarcophage, est un mot latin qui signifie « mangeur de chair » et qui est issu de la combinaison des deux mots grecs anciens σαρξ / sarx (« chair ») et Φαγειν / phagein (« manger »). On en connait plus de trente spécimens de tous âges,.

### Premières découvertes

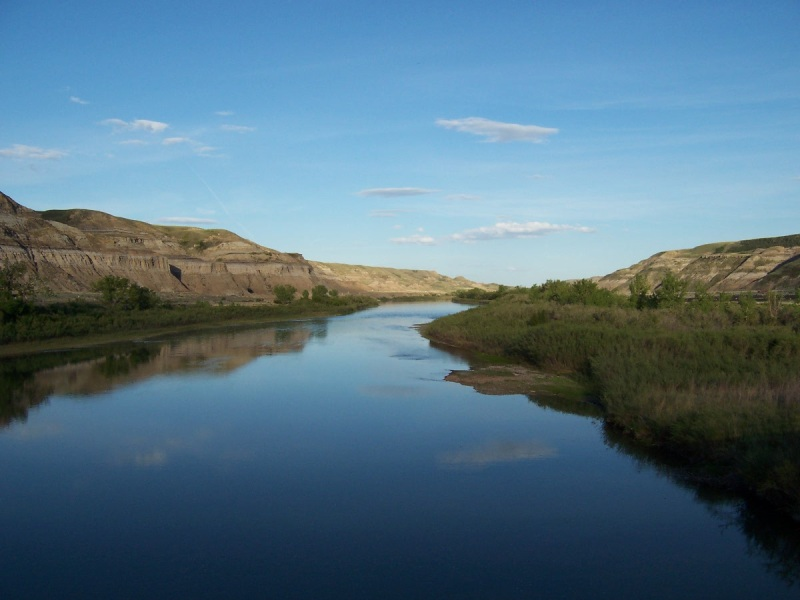
La Red Deer River près de Drumheller, dans l'Alberta. Environ les trois-quarts des restes d'Albertosaurus ont été découverts le long de cette rivière dans des escarpements comme ceux de part et d'autre de la rivière.

Le spécimen type est un crâne partiel, découvert en 1884 dans un affleurement de la formation de Horseshoe Canyon au bord de la rivière Red Deer en Alberta. Ce spécimen, un petit crâne associé et quelques ossements furent récupérés par des expéditions de la Commission géologique du Canada, dirigées par le géologue Joseph Tyrrell. En 1892, les deux crânes furent attribués par Edward Drinker Cope à une espèce préexistante Laelaps incrassatus. Comme le nom Laelaps était déjà attribué à un genre d'acariens, il fut remplacé par Dryptosaurus en 1877 par Othniel Charles Marsh. Cope refusa de reconnaître le nouveau nom créé par son grand rival Marsh et ce fut à Lawrence Lambe de changer Laelaps incrassatus en Dryptosaurus incrassatus lorsqu'il décrivit en détail les restes en 1904. Peu après, Osborn fit remarquer que la description de D. incrassatus était basée sur des dents génériques de tyrannosauridés et donc que les deux crânes de l'Alberta ne pouvaient pas être attribués en toute confiance à cette espèce. Les crânes découverts différaient également de façon marquée des restes de D. aquilunguis, espèce type du Dryptosaurus. Ainsi, en 1905, Osborn créa le nouveau nom d'Albertosaurus sarcophagus pour eux en 1905. Il ne décrivit pas les restes en détail, mais se basa sur la description complète faite par Lambe l'année précédente. Les deux échantillons (CMN 5600 et 5601) sont stockés au Musée canadien de la nature à Ottawa.

### Gisement de Dry Island
En 1910, le paléontologue américain Barnum Brown découvrit les restes d'un grand groupe d’Albertosaurus dans un autre escarpement au bord de la rivière Red Deer. En raison du grand nombre d'ossements et du peu de temps disponible, Brown ne recueillit  pas tous les échantillons, mais choisit de recueillir des vestiges de tous les individus qu'il pouvait identifier dans l'amas osseux. Parmi les ossements déposés maintenant dans les collections de l’American Museum of Natural History figurent sept ensembles de métatarsiens droits, avec deux os des orteils isolés qui ne correspondent à aucun des métatarsiens de la collection. Ceci indique la présence d'au moins neuf individus dans le site. Les équipes du Royal Tyrrell Museum of Palaeontology ont redécouvert l'amas osseux en 1997 et repris le travail de fouille sur le site, qui est maintenant situé à l'intérieur du parc provincial de Dry Island Buffalo Jump. De nouvelles fouilles entre 1997 et 2005 ont permis de découvrir les restes de 13 autres individus d'âges différents dont un jeune de deux ans et un très vieil individu dont la longueur est estimée à 9 mètres. Aucun d'entre eux n'est un squelette complet et la plupart des ossements sont maintenant répartis entre les deux musées précédents,.

### Gorgosaurus libratus

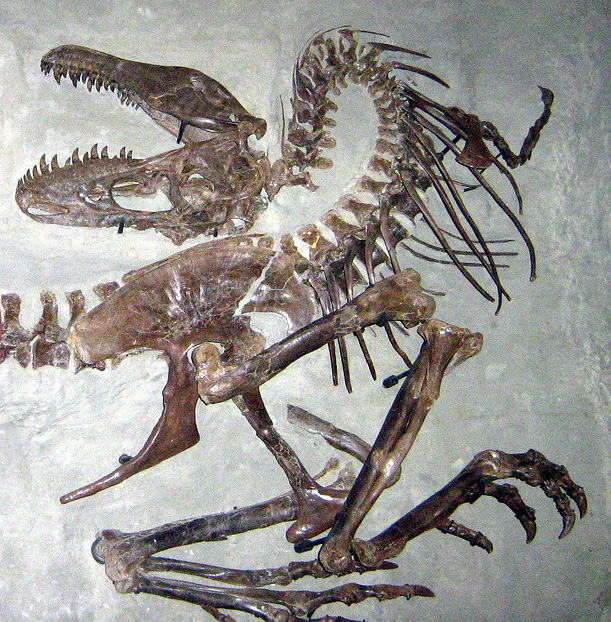
Spécimen de Gorgosaurus du Royal Tyrrell Museum of Palaeontology.

En 1913, le paléontologue Charles H. Sternberg découvrit et récupéra un autre squelette de tyrannosaure un peu plus ancien (Campanien) dans la formation de Dinosaur Park située aussi en Alberta. Lawrence Lambe nomma ce dinosaure Gorgosaurus libratus en 1914. D'autres spécimens ont été retrouvés par la suite dans l'Alberta et le Montana. Trouvant peu de différences entre les deux genres, Dale Russell déclara le nom Gorgosaurus synonyme plus récent d’Albertosaurus, et G. libratus sera rebaptisé Albertosaurus libratus en 1970. Cet ajout agrandit l'espace temporel du genre Albertosaurus de plusieurs millions d'années et son aire de répartition géographique vers le sud par des centaines de kilomètres.
En 2003, Philip John Currie compara plusieurs crânes de tyrannosauridés et arriva à la conclusion que les deux espèces étaient plus distinctes qu'on ne le pensait. La décision d'utiliser un ou deux genres est plutôt arbitraire, car les deux espèces sont des taxons frères, plus étroitement liés entre eux que toutes les autres espèces. Reconnaissant ce fait, Currie recommanda néanmoins qu’Albertosaurus et Gorgosaurus soient conservés comme des genres séparés, car ils ne sont pas plus semblables que Daspletosaurus et Tyrannosaurus, qui sont presque toujours considérés comme distincts. En outre, plusieurs nouveaux spécimens d'albertosaurinés ayant été récupérés en Alaska et au Nouveau-Mexique, Currie suggéra que la situation Albertosaurus-Gorgosaurus ne sera clarifiée qu'une fois ceux-ci décrits en détail. La plupart des auteurs suivirent les recommandations de Currie,,, mais certains ne le firent pas.

### Autres découvertes
William Parks a décrit une nouvelle espèce, Albertosaurus arctunguis, en se basant sur un squelette partiel découvert lors de fouilles près de la Red Deer River en 1928 mais cette espèce est considérée comme identique à Albertosaurus sarcophagus depuis 1970. Le spécimen de Parks (ROM 807) est abrité par le Musée royal de l'Ontario à Toronto. Six autres squelettes ont encore été découverts en Alberta et sont logés dans divers musées canadiens. D'autres fossiles analogues ont également été signalés dans les États américains du Montana, du Nouveau-Mexique et du Wyoming, mais ce ne sont probablement pas des A. sarcophagus et n'appartiennent même peut-être pas au genre Albertosaurus,. 
L'espèce Albertosaurus megagracilis avait été décrite à partir d'un squelette de jeune tyrannosauridé découvert dans la formation de Hell Creek au Montana.  Elle a été rebaptisée Dinotyrannus en 1995 mais on pense maintenant qu'il s'agit d'un jeune Tyrannosaurus rex.

## Paléobiologie

### Croissance

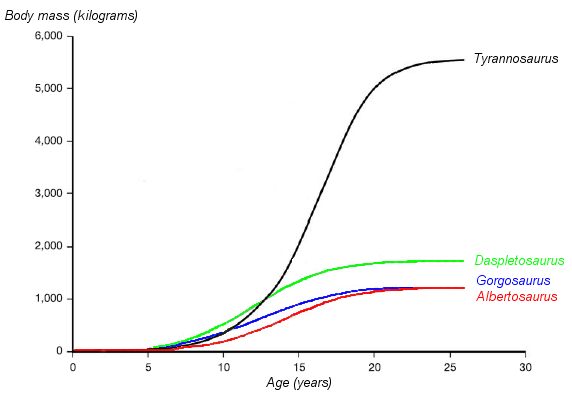
Courbes de croissance (poids en fonction de l'âge) de quatre espèces de tyrannosauridés, celle d'Albertosaurus est en rouge

Les fossiles d'Albertosaurus ont permis de retrouver des individus de pratiquement toutes les catégories d'âge. Grâce à l'histologie osseuse, on peut déterminer l'âge d'un animal au moment de son décès, permettant d'estimer les vitesses de croissance et de la comparer à d'autres espèces. Le plus jeune Albertosaurus est âgé de deux ans, découvert dans le gisement de Dry Island. Il aurait pesé environ 50 kg et mesuré un peu plus de 2 mètres de longueur. Le plus long spécimen de la même carrière qui mesurait 10 mètres de longueur est le plus vieux retrouvé ; il a 28 ans. Lorsqu'on reporte sur un graphique la taille des spécimens d'âge intermédiaire on retrouve une courbe de croissance en forme de S, la croissance maximale se produisant dans une période de quatre ans se terminant autour de la seizième année de vie, une constatation retrouvée chez d'autres tyrannosaures. La vitesse de croissance au cours de cette phase est estimée à 122 kilogrammes par an, sur la base d'un poids estimé de 1,3 tonne à l'âge adulte. D'autres études ont suggéré un poids adulte plus élevé, ce qui aurait une incidence seulement sur l'ampleur de la vitesse de croissance mais pas sur la tendance générale. Les tyrannosauridés de taille similaire à Albertosaurus avaient des taux de croissance similaires, bien que Tyrannosaurus rex ait eu une vitesse près de cinq fois plus rapide (601 kilogrammes par an) à son maximum. La fin de la phase de croissance rapide semble s'accompagner du début de maturité sexuelle chez Albertosaurus, même si la croissance se poursuivait à un rythme plus lent tout au long de la vie des animaux,. La maturation sexuelle en cours de croissance semble être un trait partagé par les petits et les grands dinosaures ainsi que les grands mammifères comme les humains et les éléphants. Ce modèle de maturation sexuelle relativement précoce diffère radicalement de celui des oiseaux qui ne voient apparaitre leur maturité sexuelle qu'après avoir fini de grandir,.

### Vie

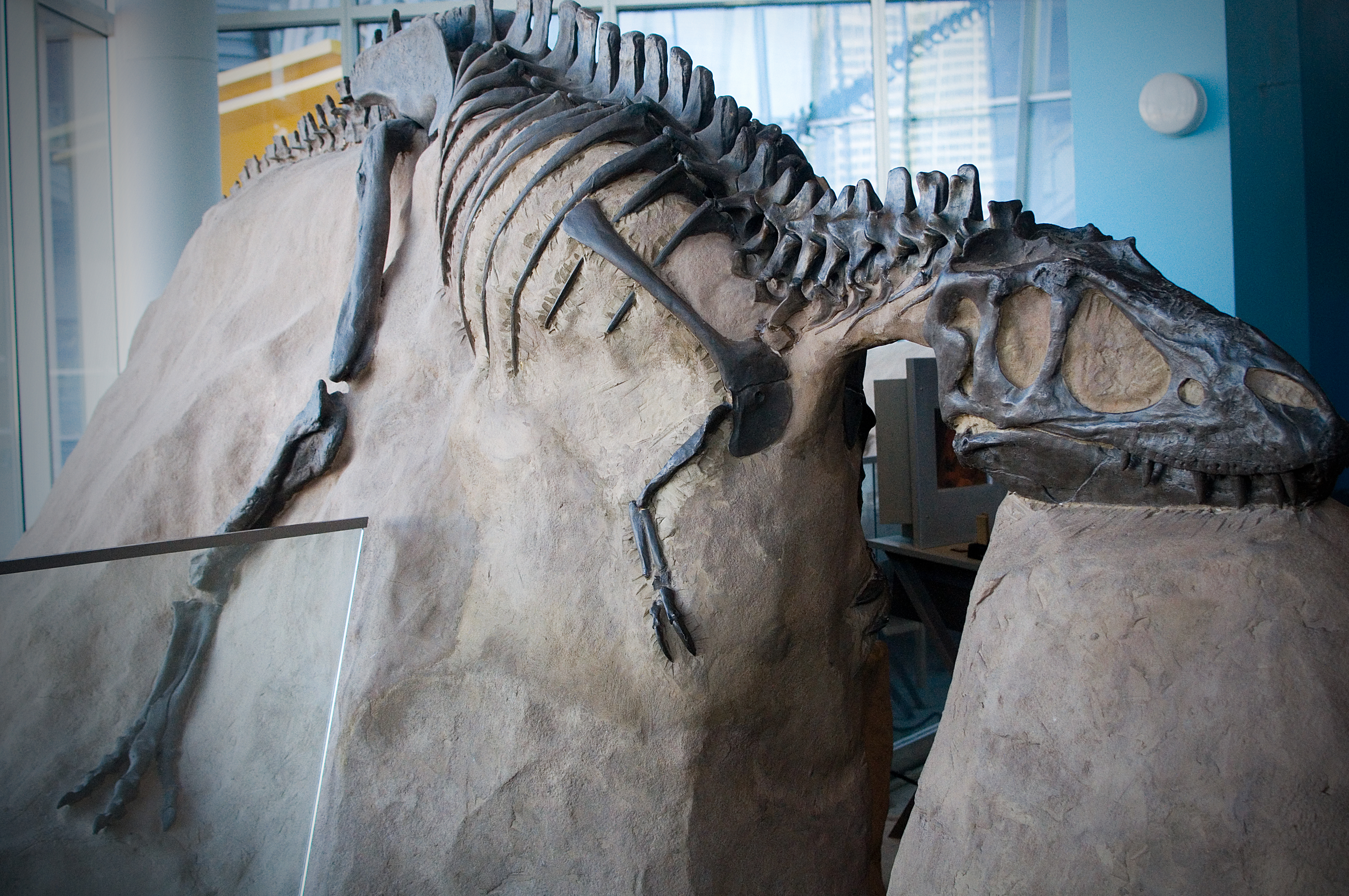
Spécimen ROM 1247 au Maryland Science Center.

La plupart des individus d’Albertosaurus retrouvés étaient âgés de 14 ans ou plus au moment de leur mort. Les jeunes animaux sont rarement fossilisés pour plusieurs raisons, d'abord car les petits os des jeunes animaux sont moins minéralisés et donc moins susceptibles d'être préservés par la fossilisation que les os des adultes (biais de fossilisation), et ensuite car les fossiles plus petits sont moins susceptibles d'être remarqués par les chercheurs (biais de collecte). Les jeunes Albertosaurus sont de taille relativement importante pour de jeunes animaux, mais leurs restes sont encore rares dans les gisements. On pense que ce phénomène est une conséquence de leur espérance de vie plutôt que d'un biais et que les fossiles de jeunes sont rares parce qu'il en mourait proportionnellement moins que les adultes.

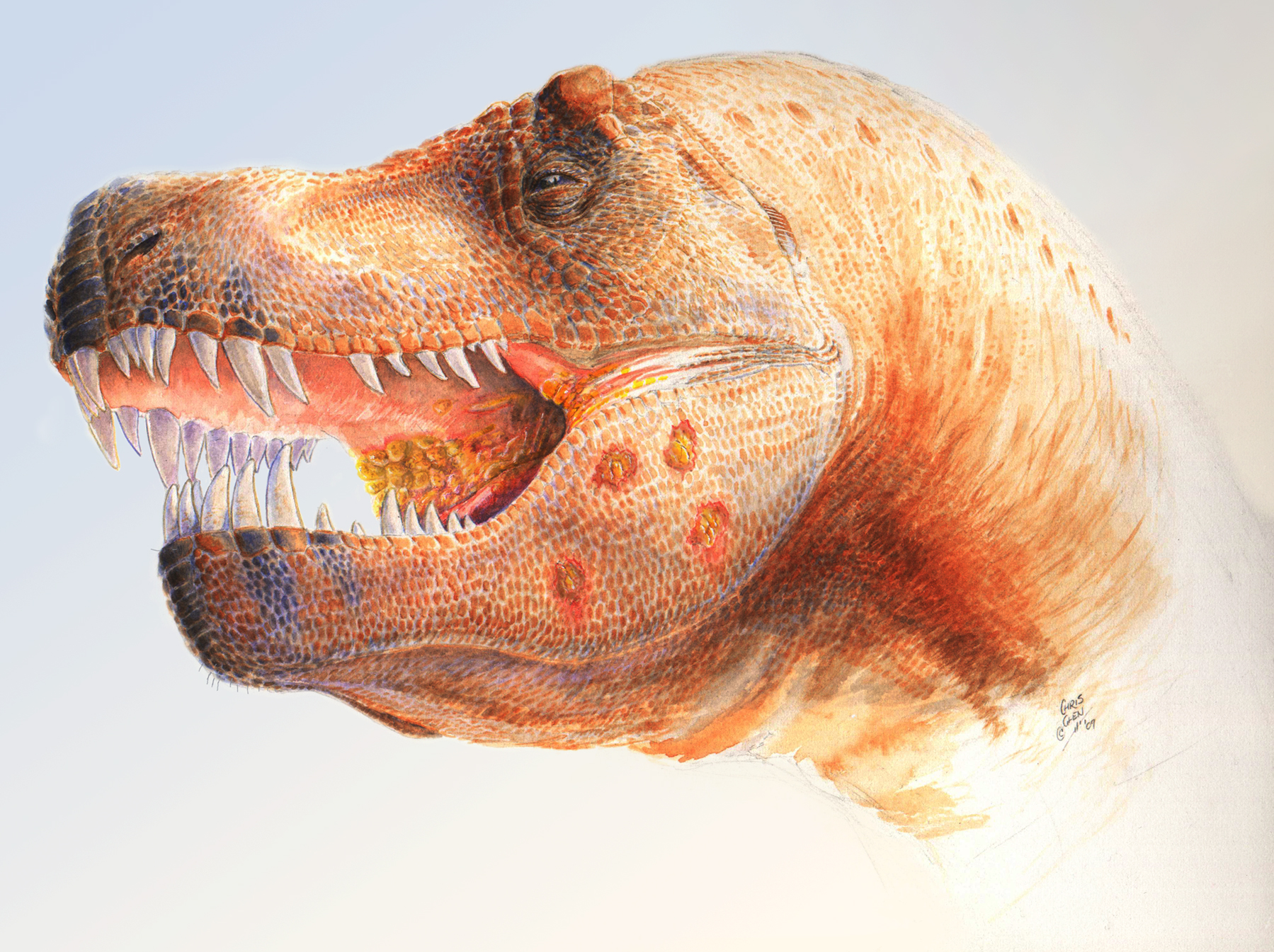
Reconstitution d'un Tyrannosaurus contaminé par une sorte de Trichomonas.

Une hypothèse sur l'histoire de la vie des Albertosaurus est que les nouveau-nés mouraient en grand nombre, mais n'ont pas été conservés dans les gisements en raison de leur petite taille et de leur constitution fragile. Après l'âge de deux ans, les jeunes étaient plus grands que les autres prédateurs de la région et plus agiles que la plupart de leurs proies. Il en résultait une diminution spectaculaire de leur taux de mortalité et une rareté associée des fossiles. Le taux de mortalité doublait à l'âge de douze ans, peut-être par suite des exigences physiologiques de la phase de croissance rapide, puis doublaient à nouveau avec l'apparition de la maturité sexuelle entre l'âge de quatorze et seize ans. Ce taux de mortalité élevé continuait tout au long de l'âge adulte, peut-être par suite de forts besoins physiologiques, du stress et des blessures reçues au cours des compétitions intraspécifiques pour s'accoupler et se nourrir, en plus des effets de plus en plus marqués de la sénescence. Le taux de mortalité plus élevé à l'âge adulte peut expliquer le nombre peu commun d'individus retrouvés. Les fossiles de très gros animaux sont rares parce que seuls quelques individus survivaient assez longtemps pour atteindre de telles tailles. On retrouve un phénomène analogue (un taux élevé de mortalité infantile, suivi d'une réduction de la mortalité chez les jeunes puis d'une augmentation soudaine à la maturité sexuelle, avec très peu d'animaux atteignent leur taille maximale) chez de nombreux grands mammifères modernes, comme les éléphants, les buffles d'Afrique et les rhinocéros. La même tendance se retrouve également chez d'autres tyrannosaures. La comparaison avec les animaux modernes et d'autres tyrannosauridés apporte son soutien à cette hypothèse, mais le biais dans les gisements de fossiles peut encore jouer un rôle important, en particulier parce que plus des deux tiers de tous les spécimens d’Albertosaurus connus proviennent du même site,. 
En 2009, des chercheurs ont émis l'hypothèse que les trous à bords lisses retrouvés dans les mâchoires de  tyrannosauridés comme Albertosaurus étaient causés par un parasite semblable à l'actuel Trichomonas gallinae qui infecte les oiseaux. Ils pensent que les tyrannosauridés se transmettaient l'infection en  se mordant les uns les autres et que cette infection réduisait leur capacité de manger.

### Comportement social

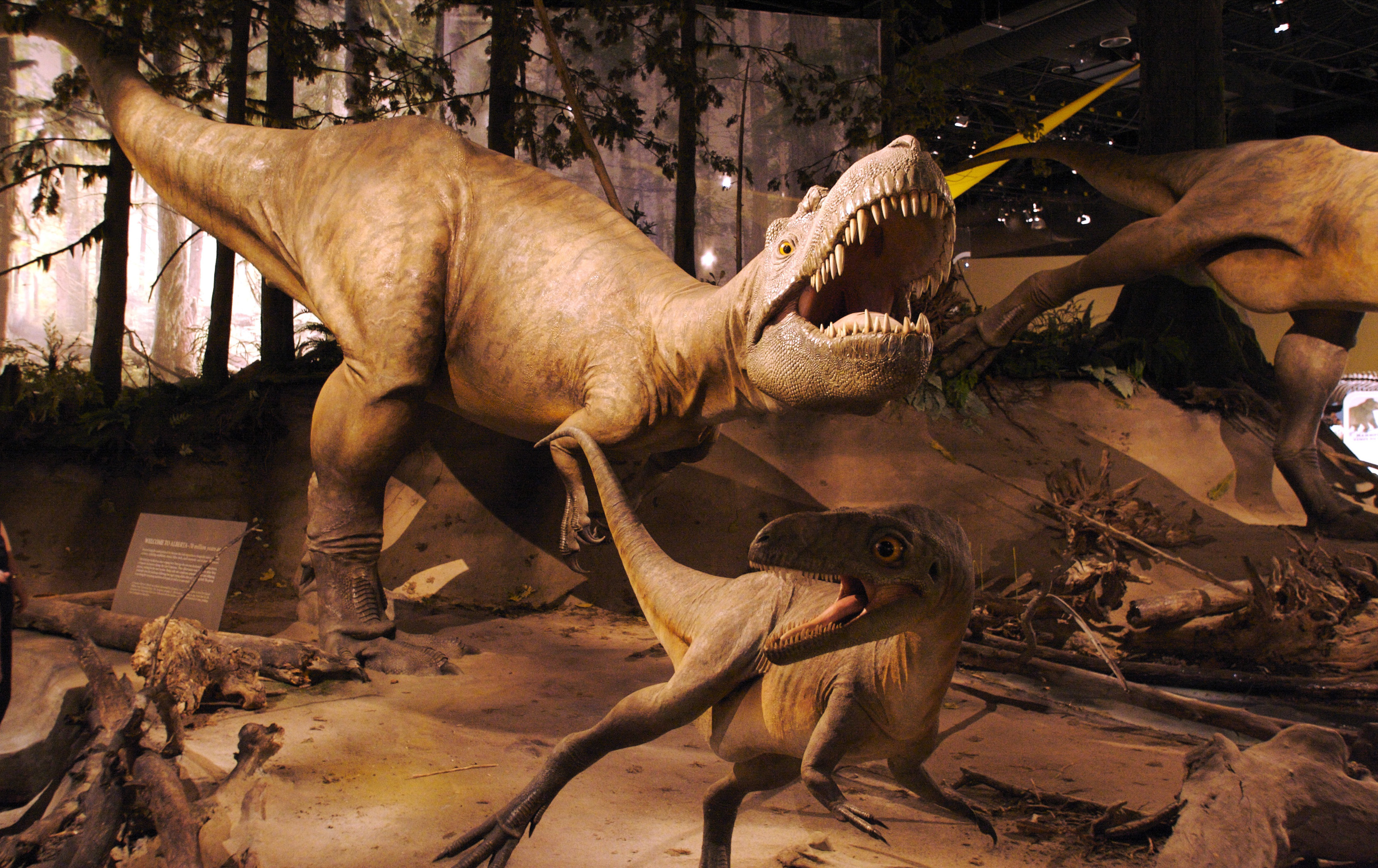
Albertosaurus, Royal Tyrrell Museum of Palaeontology.

Le gisement découvert par Barnum Brown et son équipe contient les restes de 22 Albertosaurus, le plus grand nombre de théropodes du Crétacé retrouvés au même endroit ; c'est aussi le deuxième plus important gisement de théropodes toutes époques confondues derrière celui des Allosaurus découverts dans la carrière à dinosaures de Cleveland Lloyd dans l'Utah. Le groupe semble être composé d'un très vieil adulte, de huit adultes entre 17 et 23 ans, de sept jeunes en phase de croissance rapide, donc entre 12 et 16 ans, et de six petits âgés de 2 à 11 ans, qui n'avaient pas encore commencé leur phase de croissance rapide.
La quasi-absence d'herbivores retrouvés au même endroit et le même état de conservation pour tous les individus du gisement ont conduit Currie à conclure que l'endroit où ils ont été trouvés n'était pas un piège à prédateur comme le site de La Brea Tar Pits, en Californie, et que tous les animaux étaient morts en même temps. Currie affirme que cela constitue une preuve d'un comportement social. D'autres scientifiques sont sceptiques, faisant observer que ces animaux avaient pu se rassembler en raison d'une période de sécheresse, d'une inondation ou pour toute autre raison,,. 
Il existe des preuves abondantes de comportement grégaire chez les dinosaures herbivores, comme chez les cératopsiens et les hadrosaures. Cependant, il est rare que tant de prédateurs soient retrouvés sur un même site. De petits théropodes, comme Deinonychus, Coelophysis et « Megapnosaurus (Syntarsus) rhodesiensis » ont été retrouvés en bandes. Il en est de même pour les plus gros tels qu’Allosaurus et Mapusaurus. Il existe aussi des preuves de comportement grégaire chez d'autres Tyrannosauridae. Des restes fragmentaires de petits individus ont été trouvés à côté de « Sue », le tyrannosaure monté au Musée d'histoire naturelle de Chicago, et un gisement dans la formation de Two Medicine au Montana contient au moins trois spécimens de Daspletosaurus, retrouvés aux côtés de plusieurs hadrosaures. Ces résultats pourraient corroborer la preuve du comportement social d’Albertosaurus, même si certains ou tous les sites ci-dessus peuvent représenter des regroupements temporaires ou artificiels.  D'autres ont proposé que, plutôt que des groupes sociaux, au moins certains de ces regroupements correspondaient, comme chez les actuels dragons de Komodo à des rassemblements donnant lieu à une lutte agressive autour d'un congénère blessé ou tué ce qui serait simplement du cannibalisme.
Currie fait d'autres hypothèses sur les habitudes de chasse des Albertosaurus en groupes. Les proportions des membres inférieurs des individus les plus petits étaient comparables à celles des ornithomimidés, qui étaient probablement parmi les plus rapides des dinosaures. Les jeunes Albertosaurus étaient probablement tout aussi agiles ou au moins plus rapides que leurs proies. Currie a émis l'hypothèse que les plus jeunes membres d'un groupe puissent avoir été chargés de rabattre les proies vers les adultes, qui étaient plus grands et plus puissants, mais aussi plus lents. Les mineurs pouvaient aussi avoir des modes de vie différents des adultes, occupant des créneaux entre les énormes prédateurs adultes et les petits théropodes contemporains, dont les plus grands pesaient deux fois moins que les Albertosaurus adultes. Une situation similaire est retrouvée chez les dragons de Komodo, où les nouveau-nés commencent leur vie comme de simples petits insectivores avant de grandir et de devenir les prédateurs dominants sur leurs îles. Cependant, comme la préservation de comportements dans les gisements est un fait extrêmement rare, et ces hypothèses ne peuvent pas être facilement vérifiées.

## Paléoécologie

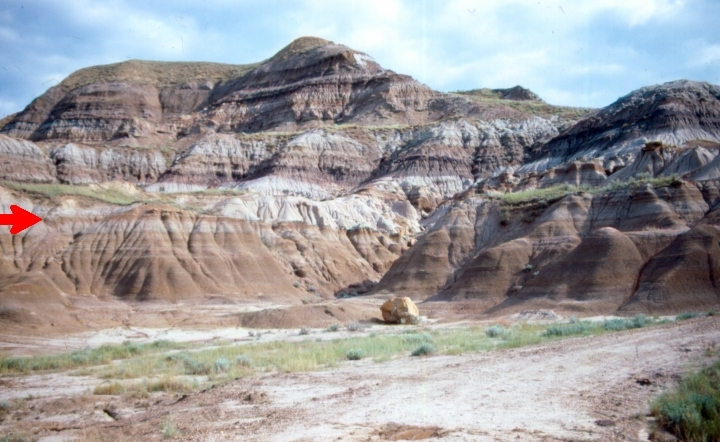
Formation du canyon Horseshoe. La flèche rouge montre la séparation entre les dépôts marins de la formation de Bearpaw (en dessous) et la formation côtière du canyon Horseshoe. Les bandes noires correspondent à du charbon qui provient des marécages des zones côtières.

Tous les fossiles connus d’Albertosaurus proviennent de la formation de Horseshoe Canyon, en Alberta. Cette formation géologique date du début du Maastrichtien au Crétacé supérieur, il y a de 73 à 70 Ma (millions d'années). Elle se trouve immédiatement au-dessus de la formation de Bearpaw, une formation marine faisant partie de la voie maritime intérieure de l'Ouest. Celle-ci a reculé lorsque le climat s'est refroidi et le niveau de la mer avait suffisamment baissé à la fin du Crétacé, pour faire apparaître de nouvelles terres. Ce ne fut pas cependant  un processus sans heurts et la mer eut tendance périodiquement à recouvrir des régions émergées avant de reculer définitivement dans les millénaires qui suivirent. En raison de ce changement du niveau des mers, on trouve de nombreux environnements différents dans la formation de Horseshoe Canyon, tels que des habitats sous-marins, de plateaux continentaux et côtiers avec des lagunes, des estuaires et des vasières. De nombreux filons de charbon actuels de la région sont le résultat de ces anciens marécages tourbeux. Comme la plupart des autres fossiles de vertébrés de la formation, les restes d’Albertosaurus sont retrouvés dans les sédiments des deltas et des plaines inondables des grandes rivières ayant existé au cours de la seconde moitié de l'époque de la formation.
La faune de la formation de Horseshoe Canyon est bien connue et les fossiles de vertébrés, dont ceux de dinosaures, y sont très courants. Des requins, des raies, des esturgeons, des poissons-castors et le genre Aspidorhynchus composent la faune piscicole de la région. On y trouvait aussi des mammifères comme les multituberculés et un marsupial, le Didelphodon. Le plésiosaure Leurospondylus vivait dans la mer tandis que les eaux douces étaient peuplées de tortues, de Champsosaurus et de crocodiles comme Leidyosuchus et Stangerochampsa. Les dinosaures dominaient cette faune, en particulier les hadrosaures, qui représentent la moitié de tous les dinosaures retrouvés, notamment avec les genres Edmontosaurus, Saurolophus et Hypacrosaurus. Les cératopsiens et les ornithomimidés y sont très fréquents, constituant ensemble un autre tiers de la faune connue. Les ankylosauriens et les pachycéphalosauriens y étaient beaucoup plus rares. Tous ces animaux étaient la proie d'une faune diversifiée de théropodes carnivores, comme les troodontidés, les dromæosauridés et les caenagnathidés. Les Albertosaurus adultes étaient les plus grands prédateurs de cet environnement, avec des niches intermédiaires éventuellement remplies par les jeunes albertosaures.

## Albertosaurusdans la culture populaire
Étant de la même famille que le tyrannosaure et d'autres espèces comme le tarbosaure et le gorgosaure, eux aussi assez connus, et bien qu’ayant une renommée moindre que les autres dinosaures, Albertosaurus est néanmoins un dinosaure fréquent dans plusieurs médias. Il fait par exemple une apparition dans le dernier épisode du documentaire Prehistoric Park, où une bande d'Albertosaurus affrontent des Deinosuchus, ou encore dans Jurassic Fight Club où ils chassent des Pachyrhinosaurus.

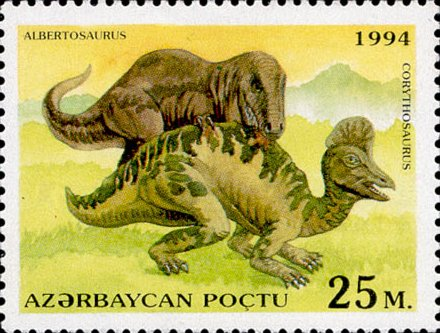
Albertosaurus attaquant un Corythosaurus.

### Philatélie
L'Azerbaïdjan a émis un timbre (ci-contre) mettant en scène Albertosaurus et Corythosaurus en 1994 (alors que les deux genres sont séparés de plusieurs millions d'années).

### Télévision et jeux vidéo
- On aperçoit des albertosaures dans l'un des épisodes de la série TV documentaire Prehistoric Park, la première fois s'attaquant à Nigel Marven et la seconde en se disputant une proie avec des Deinosuchus.
- Un albertosaure est l'un des principaux dinosaures dans la série Nick Cutter et les Portes du temps, vu qu'il est responsable de la mort de la femme d'un des protagonistes et joue un rôle important dans l'intrigue des deux derniers épisodes.
- Des albertosaures apparaissent dans le téléfilm documentaire La Marche des dinosaures (2011), et sont au cœur d'un des moments les plus effrayants, lorsque le troupeau d'edmontosaures auxquelles l'un des deux protagonistes de l'histoire, Oscar, est attaqué par les carnivores. L'un des albertosaures traquera le protagoniste durant la suite de l'histoire.
- L'albertosaure est présent dans l'Univers des jeux Dinosaurs King, mais pas dans la série éponyme de 2007. Ses attaques sont basées sur l’élément du feu.
- L'albertosaurus est présent dans le jeu vidéo Jurassic Park: Operation Genesis, en tant que carnivore de taille moyenne.
- L'Albertosaurus est présent dans le jeu vidéo jurassic world evolution, dans le DLC nommé le sanctuaire de Claire.
- Trois Albertosaurus sont présents dans le jeu Jurassic Park: Trespasser, de couleur belge avec des tâches marron, le premier rencontré vers le début du jeu est tout seul et peut être abattu avec une mitrailleuse sur un véhicule, et les deux autres en même temps un peu plus tard dans l'histoire.
- Albertosaurus est présent dans Jurassic Park Builder.
- L'albertosaure est l'un des dinosaures jouables du jeu "The Isle" sur Steam.
- L'albertosaure est l'un des antagonistes dans le jeu de Disney Dinosaur, sorti en 2000 sur PS1, adapté du film homonyme sorti la même année, dans lequel il n’apparaît pas cependant.